# Morro de Capell
El Morro de Capell és una muntanya de 207 metres que es troba al municipi d'Aitona, a la comarca catalana del Segrià.